# Heterostegane tritocampsis
Heterostegane tritocampsis là một loài bướm đêm trong họ Geometridae.